# Sever do Vouga... Uma Experiência
Sever do Vouga… Uma Experiência é uma curta-metragem documental portuguesa de 1971, com realização e argumento de Paulo Rocha. O filme é narrado por Alexandre O'Neill e retrata a criação de uma cooperativa agrícola na freguesia de Sever do Vouga, paralela à introdução de novas técnicas e maquinaria pela "Experiência Shell".
Após a sua apresentação em novembro de 1971, a obra estreou comercialmente em Portugal a 25 de janeiro de 1972 no Cinema Monumental (Lisboa). Desde o seu lançamento, Sever do Vouga… Uma Experiência tem sido enquadrado no movimento do Novo Cinema Português, por ter reunido uma equipa técnica de profissionais que seriam consagrados, como Fernando Lopes-Graça e Acácio de Almeida.

## Sinopse
Na vila de Sever do Vouga, a vida quotidiana é particularmente árdua, pela falta de mão de obra e a dureza das várias práticas agro-pecuárias.
As gentes da freguesia são gradualmente introduzidas aos melhoramentos técnicos da "Experiência Agrícola de Sever do Vouga", que havia sido patrocinada pela Shell Portuguesa desde 1958. Desenvolve-se assim uma cooperativa agrícola, supervisionada pelo Eng. Vital Rodrigues, que é apresentada como exemplo a seguir.

## Participantes
- Eng. Reinaldo Jorge Vital Rodrigues;
- Alexandre O'Neill, como Narrador.[8]

## Equipa técnica
- Realização: Paulo Rocha;
- Supervisor de produção: Manoel de Oliveira;[9]
- Produção: António da Cunha Telles;
- Direção de fotografia: Augusto Cabrita e Acácio de Almeida;[10]
- Engenheiro de som: Alexandre Gonçalves;
- Montagem: Paulo Rocha e Noémia Delgado;
- Compositor musical: Fernando Lopes-Graça.[11]

## Produção

### Desenvolvimento

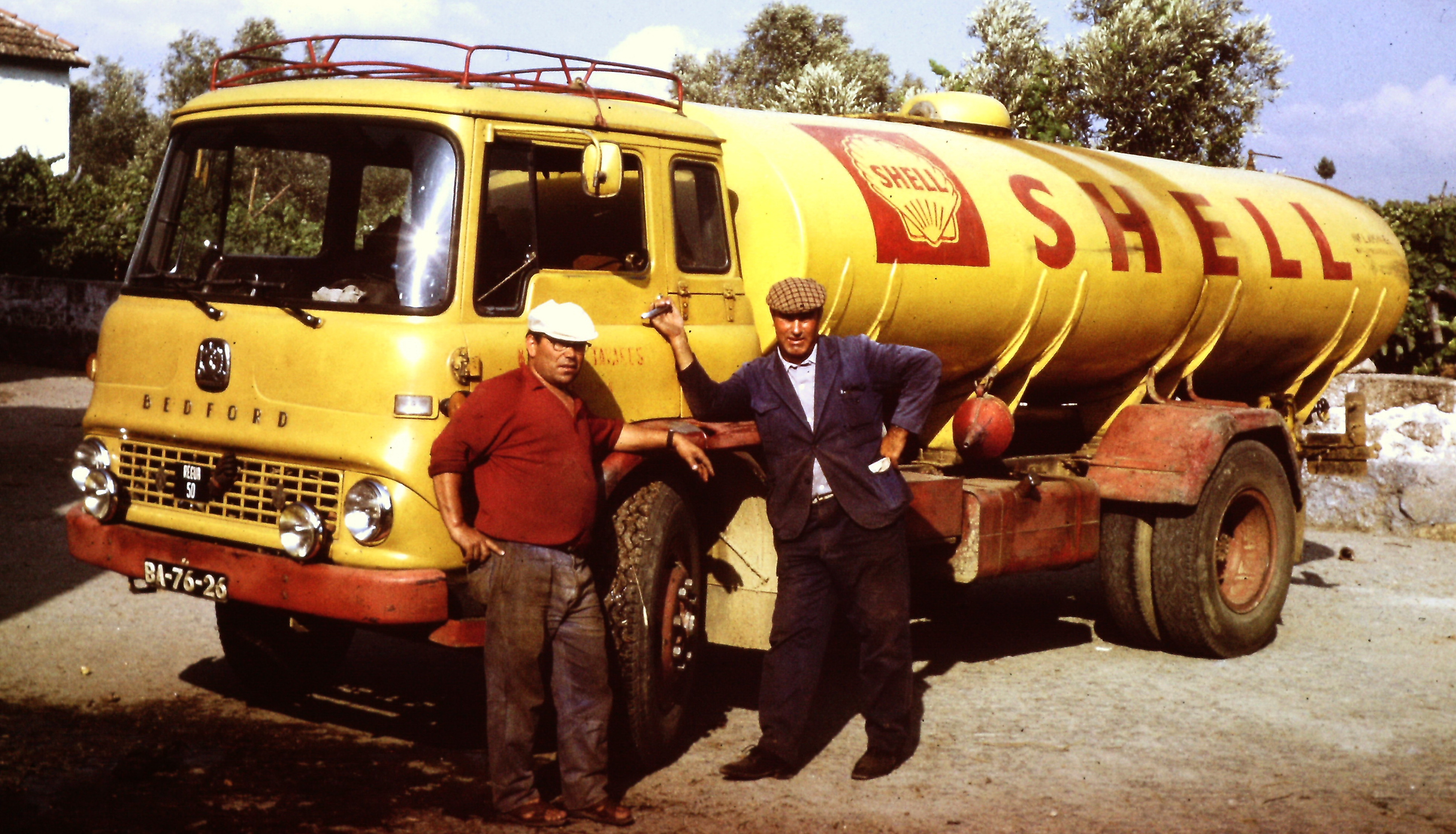
A Shell financiou o filme para promover o seu modelo de cooperativa agrícola.

A sucursal portuguesa da companhia petrolífera dinamarquesa Shell financiou no concelho de Sever do Vouga, desde 1958, a "Experiência Shell", o nome pelo qual era vulgarmente conhecida a "Experiência Agrícola de Sever do Vouga", uma iniciativa do Prof. Henrique de Barros, executada no terreno pelo Eng. Vital Rodrigues. No início da década de 1970, enquanto a experiência se aproximava do seu fim, a Shell Portuguesa encomenda e financia uma curta-metragem para retratar a situação inicial que existia no concelho e promover o modo como a empresa fomentou a evolução técnica e de maquinaria na região.

### Rodagem
As gravações da curta-metragem decorrem em 1970 no concelho de Sever do Vouga. Paulo Rocha, que havia sido assistente de realização de Manoel de Oliveira em O Pão (1959), Acto da Primavera (1963) e A Caça (1964), convida-o para o secundar em Sever do Vouga… Uma Experiência e supervisionar a produção.

## Continuidade artística
Além do seu valor documental e etnográfico, Sever do Vouga… Uma Experiência tem sido notado pelo seu valor histórico cinematográfico, uma vez que reuniu uma equipa técnica de profissionais que se notabilizaram no movimento do Novo Cinema Português. De facto, na carreira de Paulo Rocha, esta curta-metragem sucede Mudar de Vida (1966), obra que corresponderia ao reconhecimento internacional do cineasta e do Novo Cinema Português.
Desinteressado pelas narrativas do cinema clássico e repetir as suas abordagens anteriores, Rocha inicia com Sever do Vouga… Uma Experiência uma fase de experimentação a que chamaria "processo de colagem". Esta abordagem torna-se mais ostensiva em A Pousada das Chagas (1971), uma obra mais radical na sua fusão de referências artísticas verbais, visuais, sonoras e performativas.
A curta-metragem é também notabilizada pela relação de colaboração entre Paulo Rocha e Manoel de Oliveira. Na década de 80, esta relação iria intensificar-se, com Rocha a fazer pequenas participações como ator e figurante em Francisca (1980) e O Sapato de Cetim (1985), e atinge o seu auge em 1993, quando Rocha realiza Oliveira, l'Architecte uma longa-metragem documental acerca de Oliveira.

## Distribuição
A curta-metragem ante-estreou a 18 de novembro de 1971, no Palácio Foz, à elite política e social da época, nomeadamente o Presidente da República (Marcello Caetano), Presidente da Assembleia Nacional, Ministros, Secretários de Estado, o Embaixador da Dinamarca em Lisboa e o Administrador-Delegado da Shell Portuguesa. Após este evento, Sever do Vouga… Uma Experiência estreou comercialmente a 25 de janeiro do ano seguinte, no Cinema Monumental, enquanto complemento de Tempos Modernos (1936), de Charles Chaplin.
Em 2021, para comemorar o 50º aniversário do lançamento da curta-metragem, o Museu Municipal de Sever do Vouga exibiu-a a 29 de maio, numa cerimónia enquadrada no 5º Festival Internacional de Cinema de Sever do Vouga e na 1ª edição do "Prémio Helena Ramos".